# رایان کارترایت
 رایان کارترایت (انگلیسی: Ryan Cartwright؛ زادهٔ ۱۴ مارس ۱۹۸۱) یک هنرپیشه اهل بریتانیا است. وی از سال ۱۹۹۷ میلادی تاکنون مشغول فعالیت بوده‌است.
او در فیلم پدران جایگزین بازی کرده است.